# Archeologisch Informatiesysteem
Het Archeologisch Informatiesysteem (Archis) is de geautomatiseerde databank van de Rijksdienst voor het Cultureel Erfgoed, met gegevens over archeologische vindplaatsen en terreinen (sites) in Nederland. 
De gegevens mogen alleen bekeken worden door mensen die professioneel werkzaam zijn in archeologie, de toegang tot de databank wordt geregeld via het systeem eHerkenning.